# Kerk van Akkerwoude
De kerk van Akkerwoude (De Ikker) is een kerkgebouw in Damwoude in de Nederlandse provincie Friesland.

## Beschrijving
De hervormde kerk in voormalig Akkerwoude werd gebouwd ter vervanging van een middeleeuwse kerk. Op de gevelsteen boven de ingang staat: "Den 25 juni 1849 is de eerste steen aan dit Godshuis gelegd door Lambert Willem van Kleffens oud elf jaren. Zoon van den predikant dezer Gemeente P. van Kleffens." De driezijdig gesloten zaalkerk is voorzien van geveltoren met opengewerkte achtkantige bekroning. De oorspronkelijke luidklok (1655) werd in 1943 door de Duitse bezetter gevorderd. De klok werd in 1950 vervangen. Het orgel uit 1819 is gebouwd door L. van Dam en Zonen en is afkomstig uit de Dorpskerk van 's-Gravenzande en werd in 1899 door Bakker & Timmenga in de kerk geplaatst. Het orgel is een rijksmonument.

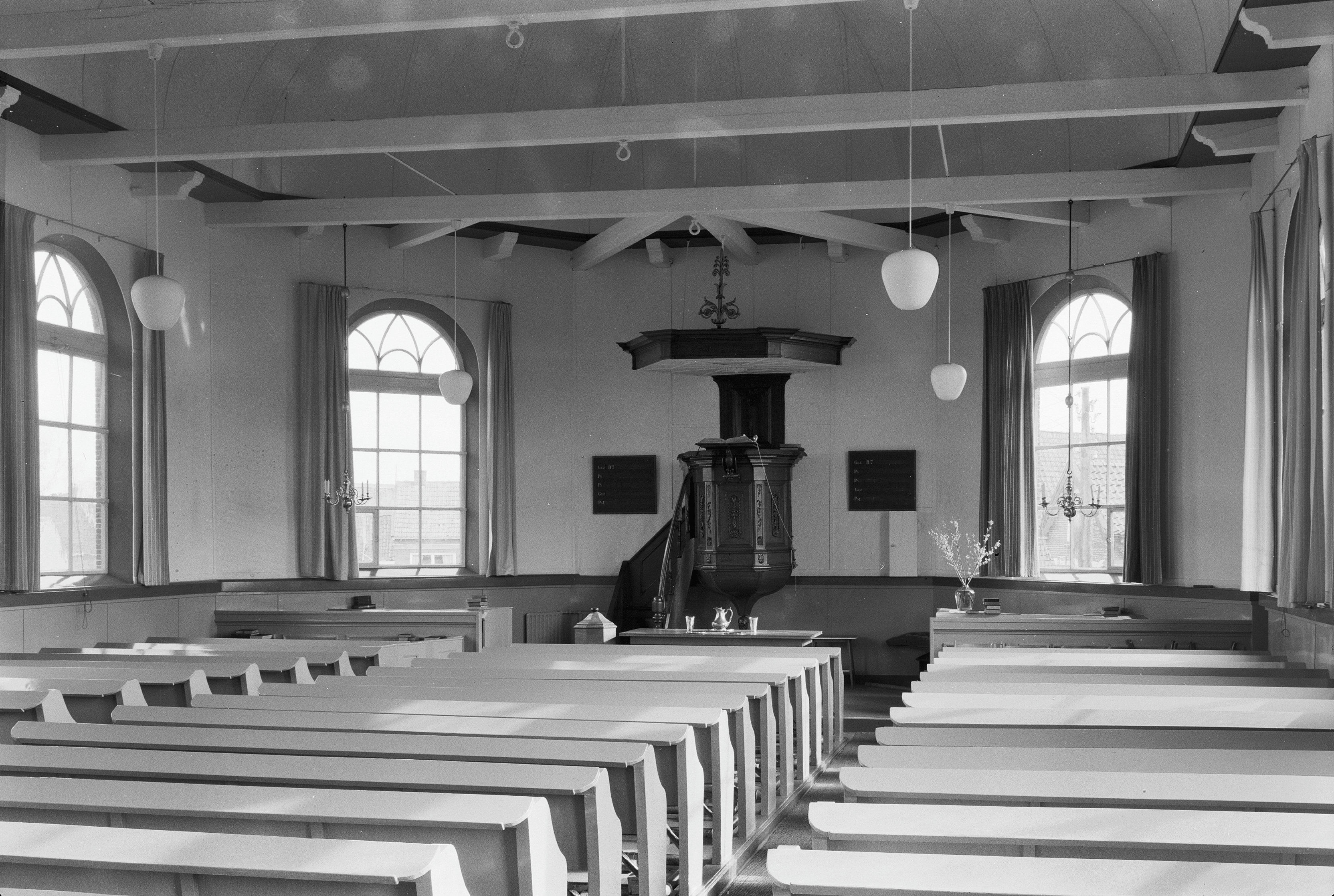
Interieur met preekstoel
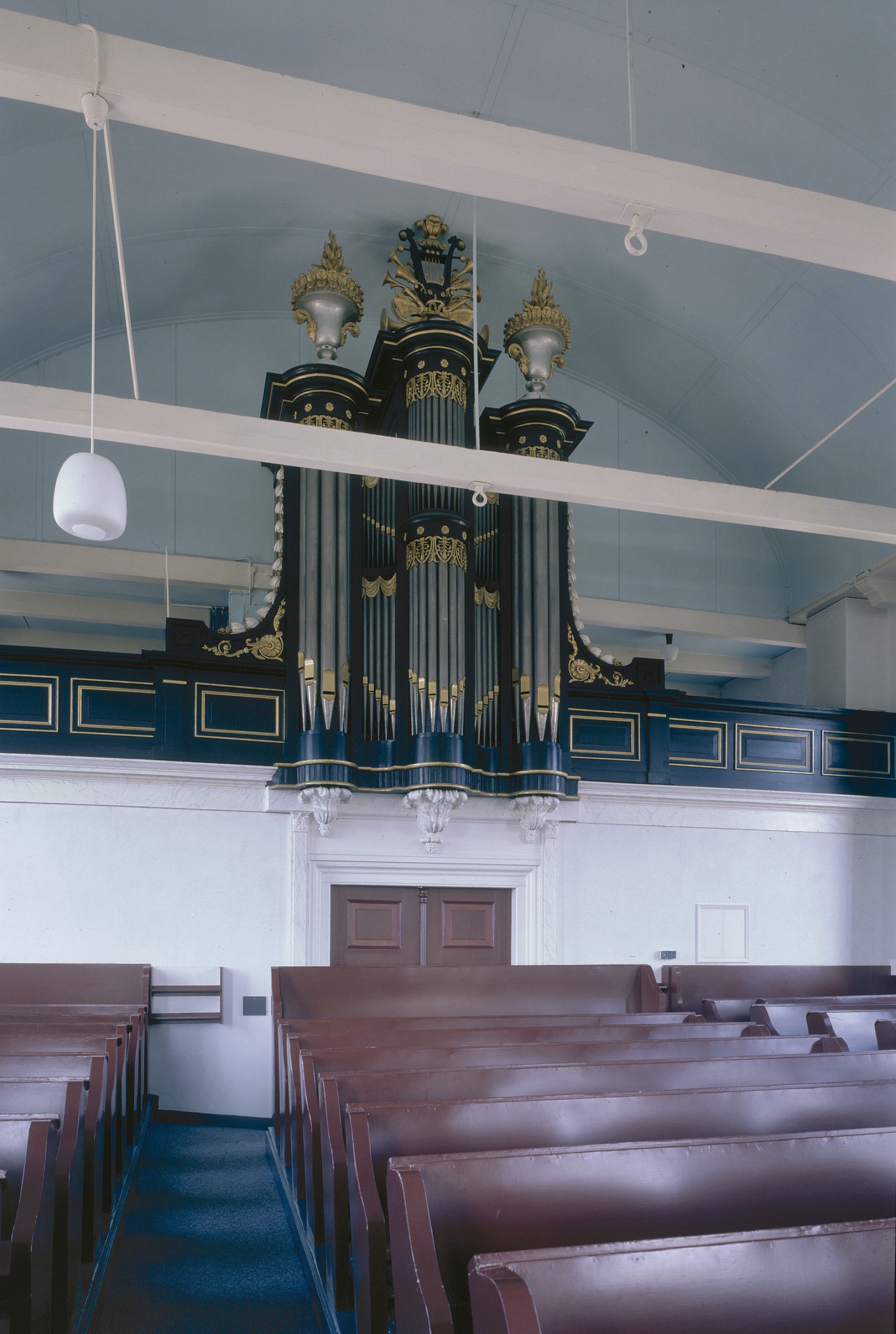
Interieur met orgel

In 2009 kreeg de kerk de naam De Ikker. De kerk behoort tot de PKN gemeente Damwoude.